# Chasmodia dilatata
Chasmodia dilatata är en skalbaggsart som beskrevs av Hermann Burmeister 1844. Chasmodia dilatata ingår i släktet Chasmodia och familjen Rutelidae.

## Underarter
Arten delas in i följande underarter:
- C. d. unicolor
- C. d. luticolor
- C. d. tabacicolor
- C. d. castanicolor